# Ghattiganur, Hungund
Ghattiganur là một làng thuộc tehsil Hungund, huyện Bagalkot, bang Karnataka, Ấn Độ.